# Прикута до ліжка
«Прикута до ліжка» («L'homme de chevet») — французька кінодрама 2009 року, знята режисером Аленом Монне, з Софі Марсо і Крістофером Ламбертом у головних ролях.

## Сюжет
Француз живе в Колумбії. Колись чемпіон Європи з боксу, зараз він повільно спивається. У Картахені багато хто шукає роботу, шукає роботу і Лео. Можливо, не тільки заради грошей, а скоріше тому, що хоче відчувати себе потрібним. У пошуках роботи він потрапляє в будинок, у якому потрібна доглядальниця для паралізованої жінки. Волею долі господиня будинку Мюріель, теж француженка, яка потрапила в автокатастрофу в Колумбії, відкинула кандидатури молодих жінок доглядальниць і зупинила свій вибір на чоловікові сумнівної зовнішності. Єдина його перевага в тому, що він вміє готувати. Але не це привернуло увагу Мюріель. Незважаючи на свої недоліки Лео володіє якоюсь внутрішньою силою і спокоєм. У будинку перебуває інша жінка, теж доглядальниця, а насправді — віддана подруга Мюріель, з якою Лео знаходить спільну мову. Лусія пояснює Лео тонкощі догляду за Мюріель. Вони по черзі доглядають за паралізованою жінкою. Чоловік терпляче зносить поганий характер Мюріель, розуміючи, як важко молодій, вродливій, освіченій жінці бути повністю знерухомленою.
Лео відчуває, що потрібен у цьому будинку, цим двом, по-різному знедоленим жінкам, і поступово до нього повертається почуття власної гідності. Усіма силами він намагається кинути пити і навіть заглядає в спортивний зал до свого друга Родріго згадати минуле, побоксувати. Друг пропонує йому підготувати до бою двох дівчат. Одна з них — молода бездомна негритянка Ліна, яка кількома днями раніше намагалася обікрасти Лео на ринку. Він розуміє, що професійна підготовка з боксу дасть цій дівчині шанс покінчити з кримінальним минулим.
У фільмі показано, як чуйно Лео сприймає чужий біль і страждання. Він намагається урізноманітнити меню Мюріель, читає їй вголос улюблені книги, хоча йому це нелегко. Та ніжність, з якою він ставиться до Мюріель, викликає у неї почуття у відповідь. Коли Лео сильно побили в бійці, і він не зміг прийти до Мюріель, вона сумує без нього. Раніше нікому не потрібний, тепер він тісно пов'язаний із трьома такими різними жінками, яким необхідна його допомога. Ліна марно ревнує Лео до Лусії, бо не знає, що між Мюріель і Лео вже зародилося почуття глибокої прив'язаності одне до одного, яке незабаром переросло в справжнє кохання. Він придумує для коханої різні ігри, які допомагають їй повніше відчути життя. Незважаючи на страх паралізованої жінки, він переносить її в коляску і відвозить гуляти в парк.
Підготовка Ліни до бою закінчена, і зусилля Лео увінчалися успіхом — вона перемогла. Виграні 2.5 тис. доларів допоможуть їй почати нове життя. Розв'язка фільму наближається. Мюріель ділиться з Лео заповітною мрією — скупатися в морі, хоча Лео неодноразово говорив, що не вміє плавати. Він бере у Родріго машину і їде з коханою на узбережжя. Взявши Мюріель на руки, він входить з нею в хвилі, що набігають…

## У ролях
- Софі Марсо — Мюріель
- Крістофер Ламберт — Лео
- Маргарита Роза де Франциско — Люсі
- Родольфо де Соуза — Вальдес
- Лінетт Ернандес Вальдес — Ліна
- Сальваторе Базіль — кінезітерапевт
- Елізабет дель Кармен Бонілья Ісаза — епізод
- Яміль Карденас Морено — епізод
- Хансель Гонсалес Фореро — епізод
- Анібал Гонсалес Парра — Амі Лео
- Діоген Герра Міранда — епізод
- Джуліан Ірагоррі — епізод
- Джуліана Моралес Урібе — епізод
- Нельсон Палларес Нарваес — епізод
- Альберто Тіле Ченцато — епізод
- Анжеліка Варгас — епізод
- Епаркіо Вега — епізод

## Знімальна група
- Режисер — Ален Монне
- Сценарій — Ален Монне, Наталі Вайю
- Продюсери — П'єр Форетт, Крістін Гозлан, Тьєррі Вонг
- Оператор — Антуан Рош
- Композитор — Флоренсія Ді Консіліо
- Монтаж — Катрін Шварц